# شهريار خان أفريدي
شهريار خان أفريدي (بالأردوية: شہریار خان آفریدی)‏؛ (من مواليد 12 مارس 1971) سياسي باكستاني يشغل منصب رئيس اللجنة البرلمانية الخاصة حول كشمير، في منصبه منذ 13 مايو 2020. شغل منصب وزير الدولة للشؤون الداخلية من 31 أغسطس 2018 إلى 18 أبريل 2019. كان عضوًا في الجمعية الوطنية الباكستانية منذ أغسطس 2018. كان أيضًا عضوًا في الجمعية الوطنية من يونيو 2013 إلى مايو 2018. حاليًا يشغل منصب وزير الدولة للدول والمناطق الحدودية منذ 18 أبريل 2019. كما كُلِّف بوزارة مكافحة المخدرات بعد وفاة علي محمد ماهر.